# Nathaniel Bliss
El reverendo Nathaniel Bliss (28 de noviembre de 1700-2 de septiembre de 1764) fue un astrónomo inglés del siglo XVIII, cuarto astrónomo real de Gran Bretaña entre 1762 y 1764.

## Semblanza
Nathaniel Bliss nació en la localidad de Cotswolds (Bisley, en Gloucestershire). Su padre, también llamado Nathaniel Bliss, era un comerciante de ropas. Bliss estudió en Pembroke College de la Universidad de Oxford. Se graduó en 1720 y obtuvo su maestría en 1723, casándose poco después.
En 1736, Bliss fue nombrado rector de la Iglesia de St Ebbe en Oxford. Apoyado entre otros por el 2.º conde de Macclesfield (George Parker), por el astrónomo James Bradley y por William Jones, Bliss sucedió a Edmund Halley como Profesor Saviliano de geometría en la Universidad de Oxford en febrero de 1742, siendo elegido miembro de la Royal Society en mayo del mismo año. Como Profesor Saviliano, impartió cursos de aritmética, álgebra, geometría esférica y plana, del uso de los logarithms y de instrumentos de agrimensura.
George Parker, el conde de Macclesfield, había establecido un observatorio en Shirburn Castle. Trabajando para y con el conde de Macclesfield, Bliss hizo observaciones meridianas de un cometa que se acercaba al sol en 1744 desde Shirburn Castle y desde Greenwich. Trabajó con James Bradley en el Real Observatorio de Greenwich y en junio de 1761, debido a la precaria salud de Bradley, acometió las observaciones del tránsito de Venus. En 1762 sucedió a James Bradley como el cuarto Astrónomo Real, ostentando el cargo únicamente durante dos años debido a su inesperado fallecimiento. Su ayudante en el Observatorio Real era Charles Green, quien continuó el trabajo de Bliss hasta el nombramiento del siguiente Astrónomo Real.
En abril de 1764 Bliss realizó observaciones de un eclipse de Sol anular visible desde Greenwich. Muchas de las observaciones que efectuó se consideraron potencialmente útiles para solucionar el problema de la determinación de la longitud, muy importante para la cartografía y la navegación oceánica, y por lo tanto fueron compradas por la "Junta de Longitudes" a su viuda Elizabeth Bliss (de soltera Hillman). Sus observaciones desde Greenwich no fueron publicadas hasta 1805, cuando se incluyeron como suplemento en una edición de Thomas Hornsby de las observaciones de Bradley.
Murió en Oxford, pero fue enterrado cerca de Edmond Halley, en el patio de la iglesia de St Margaret de Lee, al sureste de Londres. Como hombres de recursos económicos propios, los primeros cuatro Astrónomos Reales solo recibían un salario mínimo. Esta situación cambió cuándo Nevil Maskelyne sucedió a Bliss como Astrónomo Real: Maskelyne recibió un salario de 350 libras anuales para hacer de este cargo su ocupación principal.

## Reconocimientos
- En el año 2000 la Unión Astronómica Internacional dedicó el cráter lunar Bliss[6] a su memoria, en conmemoración de su posición de Astrónomo Real.

## Lecturas relacionadas
- Maunder, E. W. (1900). The Royal Observatory, Greenwich: A Glance at its History and Work. Londres: The Religious Tract Society.